# Vicious Attack
Vicious Attack is een album van de metalband Abattoir.

## Inhoud
1. 'Screams From The Grave' (3:22)
2. 'Vicious Attack (Maniac)' (2:49)
3. 'The Enemy' (3:11)
4. 'Ace Of Spades' (3:00)
5. 'The Living And The Dead' (3:43)
6. 'Stronger Than Evil' (3:16)
7. 'Don't Walk Alone' (3:02)
8. 'Game Of Death' (5:04)

## Artiesten
- Steve Gaines - vocalist
- Juan Garcia - gitarist
- Mark Caro - gitarist
- Mel Sanchez - basgitarist
- Robert Wayne - drummer